# Église Notre-Dame de Breuil-sur-Vesle
Ne doit pas être confondu avec Église Notre-Dame-du-Breuil.
L'église de Breuil-sur-Vesle est une église gothique construite au XIIe siècle, dédiée à Notre-Dame et située à Breuil-sur-Vesle.

## Historique
L’église, d’architecture romane, date du XIIe siècle ; elle est classée aux monuments historiques et a subi d'importants dégâts lors de la Première Guerre mondiale.

## Architecture

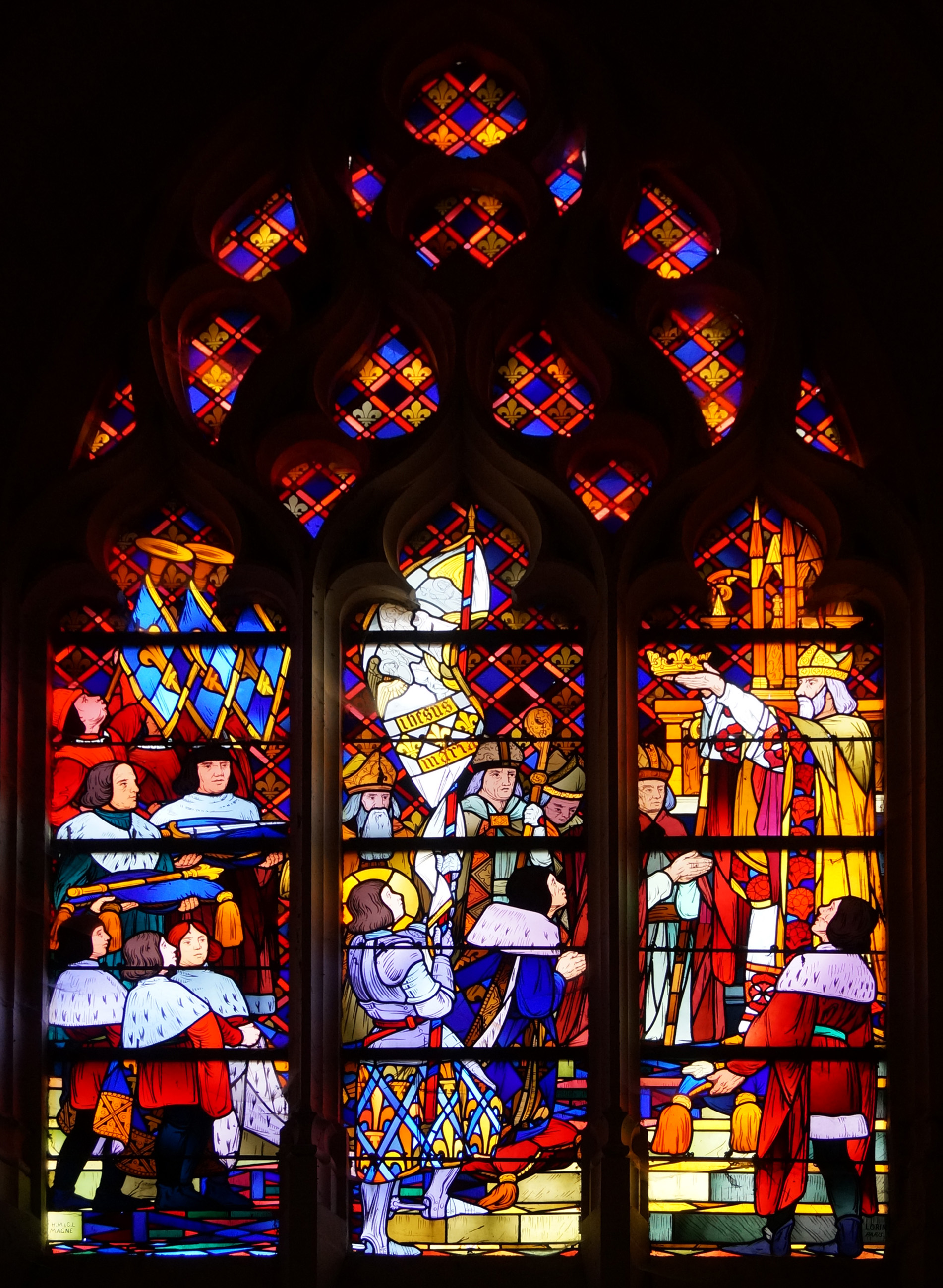
Vitrail du bras sud.

Le grand portail est simple avec deux gros contreforts à ressauts. La nef est avec deux bas côtés ayant six baies de chaque côté. Le bras sud a une baie de style gothique. L'abside en cul-de-four a cinq baies. On peut retrouver de fins modillons tant en extérieur qu'en intérieur.

### Mobilier
- Plaque mémoriale à Roch. Godrelot, ancien curé qui décédait en 1653.
- Statues en bois de Marie et d'un ange qui avaient été mises à l'abri au Palais du Tau de Reims lors de la Première Guerre mondiale et qui subirent le même sort que lui : les bombes allemandes y mirent le feu.
- Un chemin de croix de Magne.

## Galerie de photographies

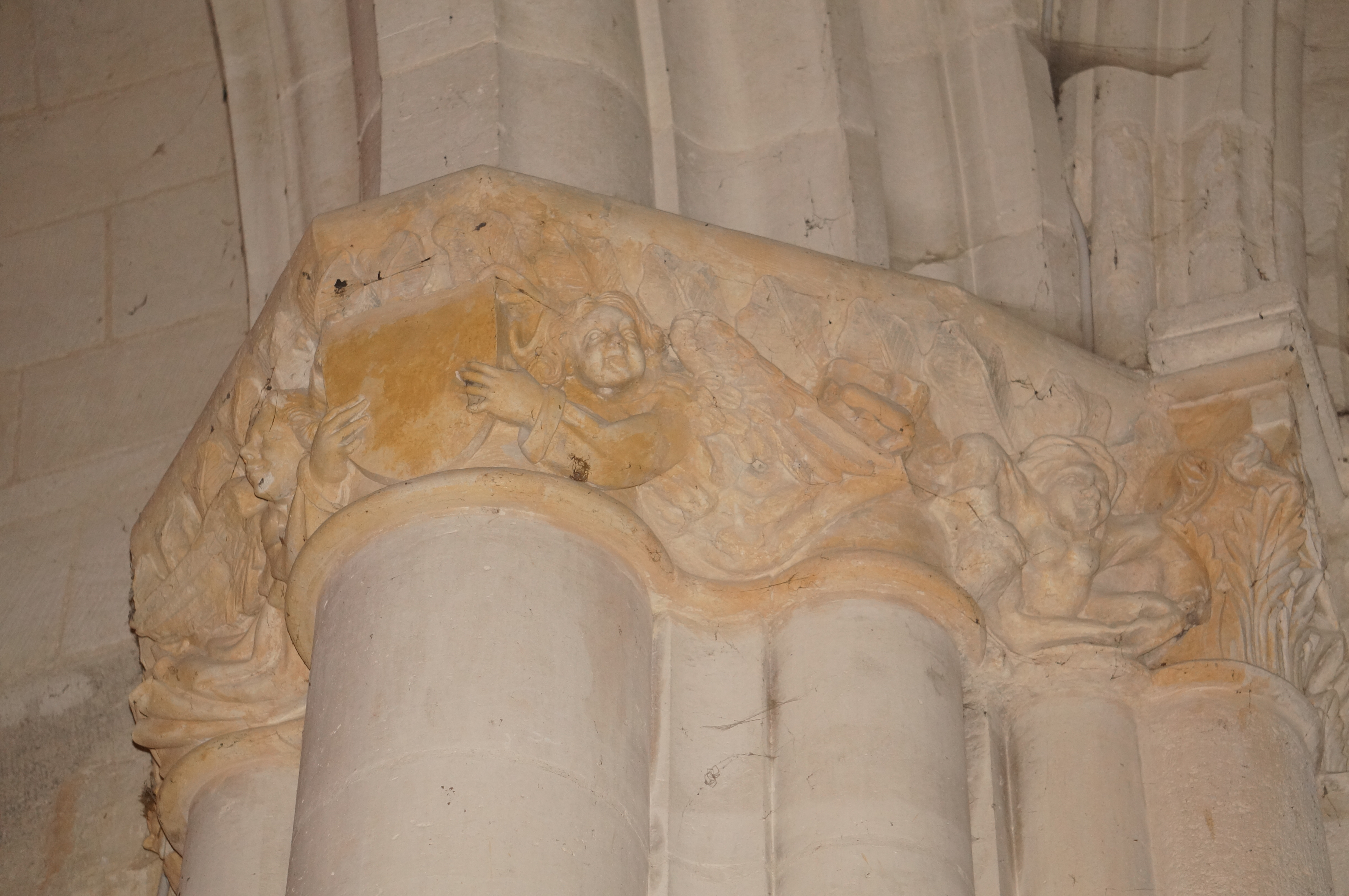
Un chapiteau à la croisée des transepts.
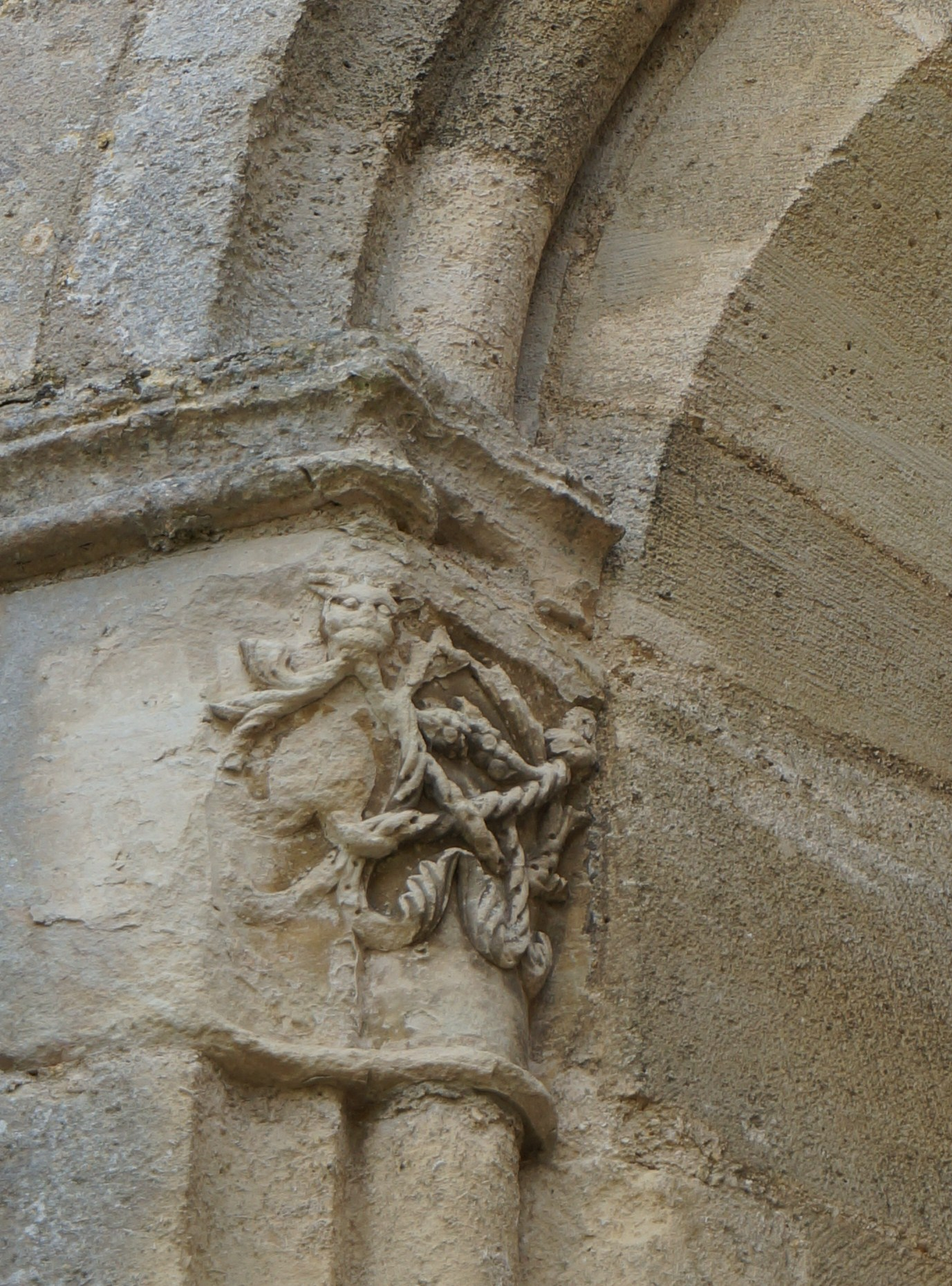
Un chapiteau de l'abside à l'extérieur.
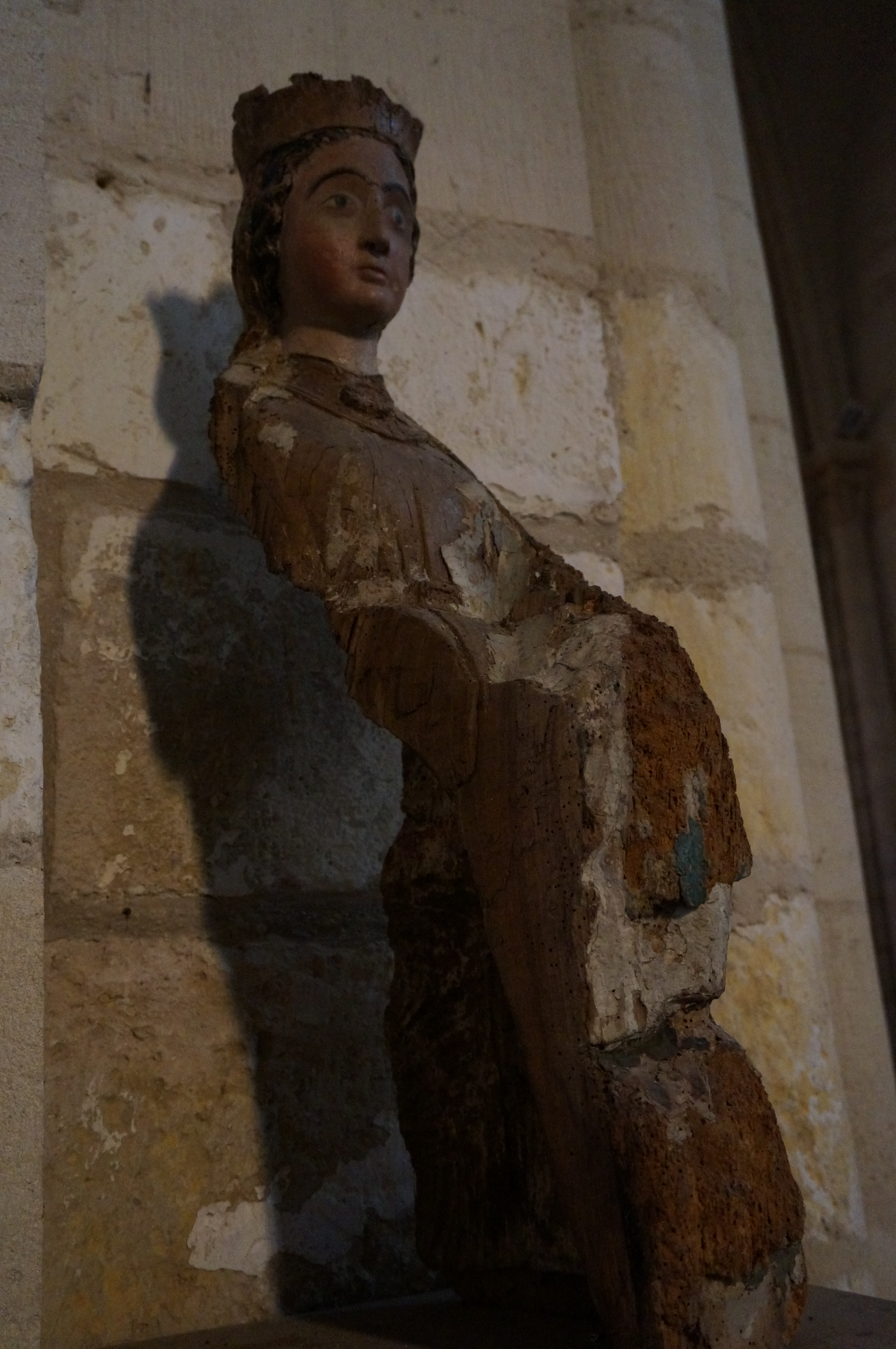
Statue en bois, XIVe siècle ?
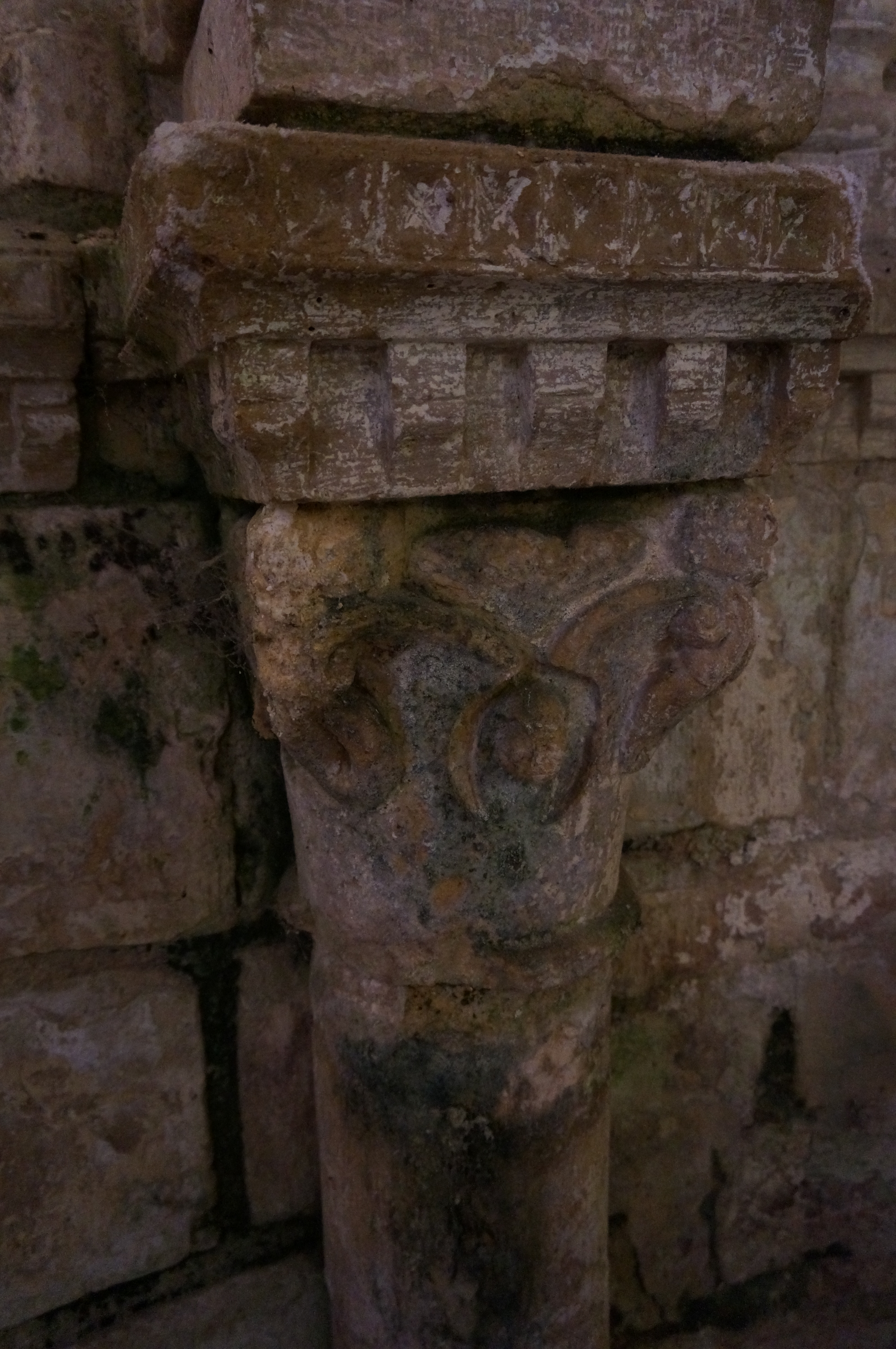
Modillons dans l'abside.